# Mikko Hyvärinen
Johannes Mikael "Mikko" Hyvärinen (født 8. januar 1889 i Kontiolahti, død 6. juni 1973 i Kuopio) var en finsk gymnast, som deltog i OL 1912 i Stockholm.
Mikko Hyvärinen var sammen med sin bror Eero Hyvärinen en del af det finske hold, der stillede op i frit system. Holdet bestod af tyve gymnaster, og i en tæt konkurrence vandt Norge med 22,85 point, mens Hyvärinen og Finland blev nummer to med 21,85 og Danmark nummer tre med 21,25 point.